# TT280
La tombe thébaine TT 280 est située à Cheikh Abd el-Gournah, dans la nécropole thébaine, sur la rive ouest du Nil, face à Louxor en Égypte.
C'est la sépulture d'un noble égyptien, Méketrê, chancelier durant le règne de Montouhotep II (XIe dynastie). Elle fut découverte en 1919 près du complexe funéraire de ce dernier à Deir el-Bahari. Cette tombe, une des plus célèbres tombes privées connues, contenait une extraordinaire collection de maquettes en bois. Équivalent aux peintures des autres tombes, ces maquettes restituent en miniature les biens d'un noble au Moyen Empire : sa maison avec ses différents ateliers, ses cuisines, ses étables et ses troupeaux, ses serviteurs, ses domaines, son jardin ainsi que ses navires et ses bateaux de pêche.
Ces miniatures étaient placées dans la tombe pour servir le défunt dans l'au-delà. À la suite de cette découverte, la collection fut répartie entre le Musée du Caire et le Metropolitan Museum of Art de New York (à droite au rez-de-chaussée ; section 4) où on peut voir dans les vitrines :
- une porteuse d'offrandes,
- une collection de bateau,
- la brasserie, la boulangerie, l'abattoir, l'étable, le grenier ainsi que son jardin,
- une procession de porteurs.

Les photos ci-dessous (Musée du Caire) dressent le tableau du quotidien dans le domaine d'un noble ; trônant sous un dais, Méketrê surveille le dénombrement et l'inspection de son bétail par des scribes qui notent le comptage :